# Sublime Beauté
Pour les articles homonymes, voir Inspiration.

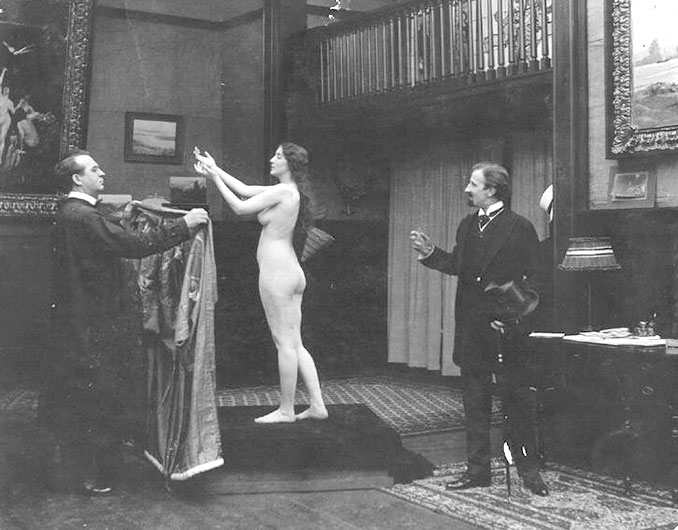
Audrey Munson dans Inspiration. Sur la gauche, le sculpteur Daniel Chester French.

Sublime Beauté (titre original : Inspiration) est un film américain muet réalisé par George Foster Platt, sorti en 1915. Ce film, qui est connu pour être le premier film américain non pornographique à montrer une femme nue, est un film présumé perdu.

## Synopsis
Un jeune sculpteur cherche le modèle parfait. Il pense la trouver en une jeune fille pauvre qu'il rencontre un jour mais elle s'échappe. Il visite alors les sculptures les plus célèbres de Manhattan en espérant la retrouver.

## Fiche technique
- Titre : Sublime Beauté
- Titre original : Inspiration
- Autre titre en français : Sublime beauté
- Titre alternatif : The Perfect Model
- Réalisation : George Foster Platt
- Scénario : Virginia Tyler Hudson
- Directeur de la photographie : Larry Williams
- Pays d'origine :  États-Unis
- Sociétés de production : Thanhouser Film Corporation
- Producteur : Edwin Thanhouser
- Longueur : 5 bobines, 1 500 mètres
- Format : Noir et blanc - 1,33:1 - Muet
- Date de sortie : 
  -  États-Unis : 18 novembre 1915

## Distribution
- Audrey Munson
- Thomas A. Curran
- George Marlo
- Bert Delaney
- Carey L. Hastings
- Ethyle Cooke
- Louise Bates